# Drôle de canari
Pour plus de détails, voir Fiche technique et Distribution.
Drôle de canari (King-Size Canary) est un dessin animé américain réalisé par Tex Avery, produit par Metro-Goldwyn-Mayer et sorti en 1947. Il met en scène un chat, une souris et un petit canari, tous devenus gigantesques à la suite de prises de fortifiant. 

## Synopsis
Un chat noir de gouttière fouille les poubelles à la recherche de nourriture. Il y trouve 3 arêtes de poisson, mais elle sont avalées par 3 chats cachés dans la dernière poubelle. Toujours affamé, il aperçoit un réfrigérateur tentant, visible à travers la fenêtre d'une maison. Mais il est pris en chasse par le bouledogue de garde. Il arrête son élan en lui fourrant dans la gueule ouverte plusieurs pillules somnifères. Puis il monte jusqu'à la fenêtre par accumulation de seulement deux boîtes... qui ne reposent sur rien. Il constate avec horreur que ce frigo est vide (on y voit un mini lit et un mini fauteuil comme si c'était une petit chambre, et un panneau marqué « meublé, à louer »). Il trouve une boîte de sardines. Ouverte, elle ne contient qu'un panonceau moqueur « Kilroy est passé ici » (Kilroy was here). 
Il fouille la cuisine à fond, découvre une appétissante boîte de nourriture pour chat. Elle contient en fait un rongeur vivant. Celui-ci dit qu'il ne faut pas le manger car « il a déjà vu le dessin animé » : il sauvera la vie du chat avant la fin. Il lui dit aussi qu'un « gras » canari se trouve dans la pièce à côté. Le chat capture l'oiseau dans sa patte mais s'aperçoit que sa proie est minuscule et anémique, et il la refuse. Son regard tombe alors sur une bouteille d'engrais. Il l'utilise pour « engraisser » le canari, avec succès. Mais quand le chat s'apprête à mordre la cuisse du canari, ce dernier est devenu cinq fois plus grand que lui et il touche le plafond. Le chat replace avec un grand sourire les plumes qu'il avait ôtés. L'oiseau se rend compte de sa nouvelle taille et prend le chat à la lutte ; ce dernier n'est sauvé qu'en buvant une gorgée de la bouteille d'engrais, qui le fait grossir jusqu'à décupler sa taille. Le canari s'acharne, ne prend conscience du nouveau rapport de force qu'en regroupant les éléments de la tête du chat devant lui. Il les replace en vrac avant de prendre la fuite. Le chat jette la bouteille puis course le canari. La bouteille traverse la fenêtre et tombe droit dans la gueule du chien, qui en boit à son tour. Le chat poursuit le canari à travers tout le quartier, jusqu'à ce que l'oiseau voit le chien. Le canari s'arrête brusquement au coin d'une maison, pointe une direction devant le chat interloqué. De derrière la maison, le bouledoque apparaît, devenu gigantesque. Le chat, effrayé, détale. Chien et canari se congratulent. Le chien jette après la bouteille dans la cheminée. Elle roule jusqu'à une souris qui en boit une gorgée. Alors que le chien court après le chat parmi les gratte-ciels de la ville, le chat s'arrête d'un coup au coin de la rue. L'histoire se répète, avec le chien dans le rôle du chat et la souris devenue énorme à la place du chien. La souris et le chat fraternisent. Mais en la voyant partir, le chat voit l'opportunité de la manger : il prend une lampée de l'inépuisable fortifiant et se met en chasse. Gigantesques, ils courent au-delà de la ville, à travers le pays : ils passent facilement le barrage Hoover, le Grand Canyon n'est plus qu'un simple couloir pour eux et ils sautent de pics en pics les montagnes Rocheuses. Le chat lâche la bouteille pour fouiller le tunnel où se cacherait la souris, mais cette dernière s'en saisit et boit une gorgée. Elle grandit à nouveau, rattrape le chat et le frappe. Mais le félin boit lui aussi et devient encore plus grand. Un concours s'engage entre les deux protagonistes qui boivent tour à tour, jusqu'à ce qu'ils atteignent la même taille et constatent que la bouteille est vide. Ils finissent enfin par s'entendre. La caméra recule alors jusqu'à ce qu'on découvre qu'ils sont devenus plus gros que la Terre qu'ils occupent.

## Fiche technique
Source IMDb
- Titre : Drôle de canari[2]
- Autre titre en français : Le canari grand format
- Titre original : King-Size Canary[2]
- Année : 1947
- Réalisation : Tex Avery[2]
- Histoire : Heck Allen
- Production : Fred Quimby
- Société de production : Metro-Goldwyn-Mayer
- Musique : Scott Bradley
- Pays de production :  États-Unis
- Langue : anglais
- Format : couleur (Technicolor) – 35 mm – 1,37:1 – mono (Western Electric Sound System)
- Genre : court métrage de dessin animé de comédie
- Durée : 8 minutes
- Dates de sortie : 
  - États-Unis : novembre 1947 (sortie limitée)
  - États-Unis : 6 décembre 1947

### Animation
Animateurs :
- Ray Abrams
- Robert Bentley (en)
- Walt Clinton (aussi, ne figurant pas au générique : conception de personnages, agencement)

Absents au générique :
- Gil Turner (en) (animateur)
- John Didrik Johnsen  (conception de personnages, animateur)
- Irven Spence (décors, agencement)

## Distribution
Voix originales :
Aucune personne n'est au générique.
- Tex Avery : le chat
- Pinto Colvig : le chat
- Bob Laztny : le chat
- Frank Graham : la souris
- Sara Berner : le canari

Voix françaises :

## Musiques
Aucune n'est présente au générique
- Listen to the Mocking Bird (en)

Musique composée par Richard Milburn (en) en 1855 (paroles d'origine de Septimus Winner).
- Ouverture de Guillaume Tell

Musique de l'opéra Guillaume Tell, composée par Rossini.
Court extrait joué quand le chat court vers la fenêtre de la maison au réfrigérateur.